# Tres Comunicados
Los tres comunicados o los tres comunicados conjuntos (chino: 三个联合公报) son una colección de tres declaraciones conjuntas realizadas por los gobiernos de los Estados Unidos y la República Popular China (RPC). Los comunicados jugaron un papel crucial en el establecimiento de relaciones entre Washington D. C. y Pekín. y seguirá siendo un elemento esencial en el diálogo entre los dos estados, junto con las leyes  de las Seis Garantías y las de Relaciones de Taiwán.

## Primer comunicado
El primer comunicado (28 de febrero de 1972), conocido como el Comunicado de Shanghái, resume el histórico diálogo iniciado por el presidente Richard Nixon y el primer ministro Zhou Enlai durante el mes de febrero de 1972. Algunos de los temas abordados en este comunicado incluyen las opiniones de ambas partes sobre Vietnam, India y Pakistán, además de las regiones de Cachemira y Corea, y quizás lo más importante, el tema de la isla de Taiwán o la República de China (es decir, la ambigüedad política de Formosa). Esencialmente, ambas partes acordaron respetar la soberanía nacional y la integridad territorial de cada uno. Estados Unidos reconoció formalmente que "todos los chinos a ambos lados del Estrecho de Taiwán sostienen que solo hay una China".
El uso de la palabra "reconocer" (en lugar de "aceptar") se cita a menudo como un ejemplo de la posición ambigua de Estados Unidos con respecto al futuro de Taiwán.

## Segundo comunicado

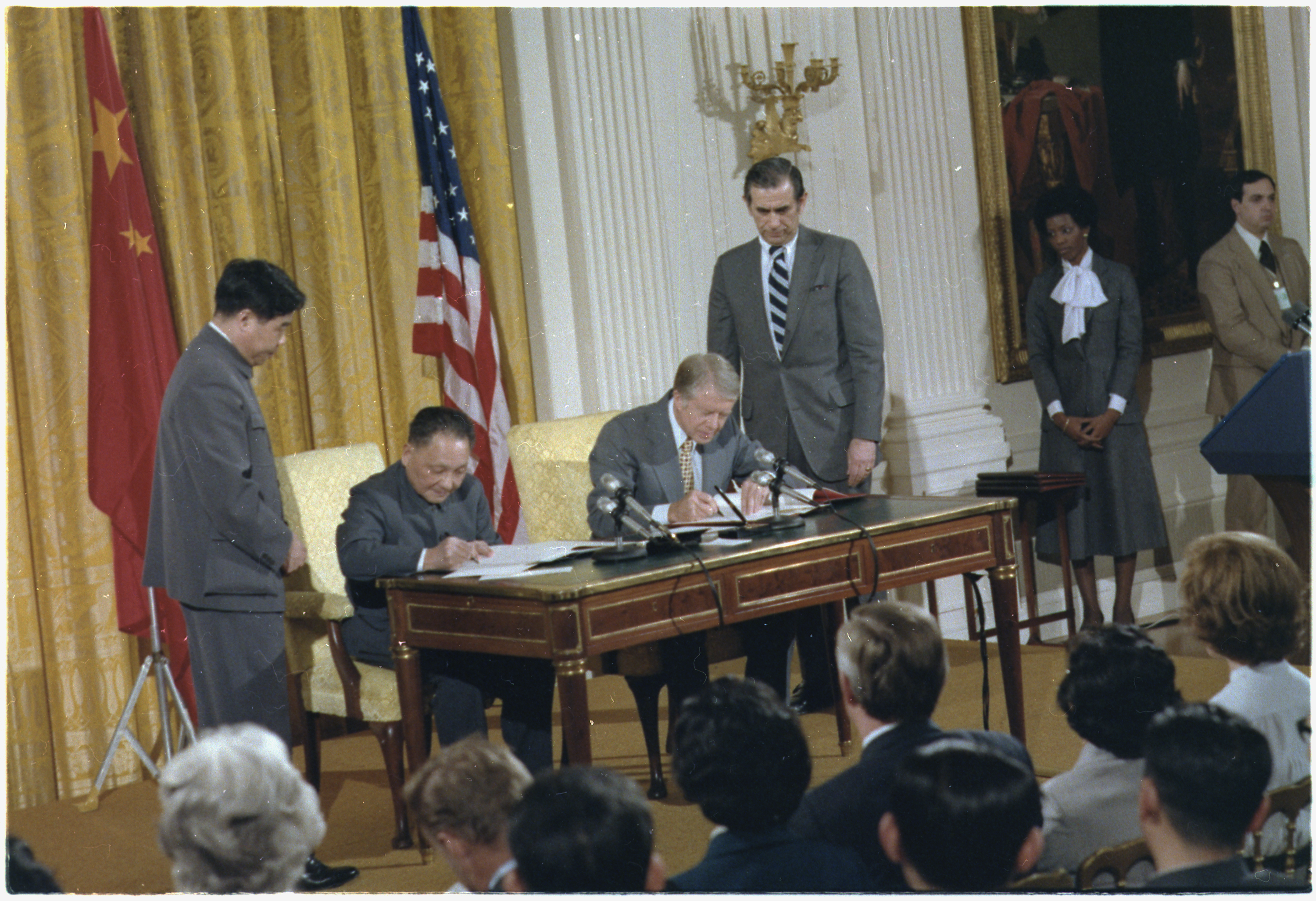
Deng Xiaoping y Jimmy Carter durante la ceremonia de firma sino-estadounidense.

El segundo comunicado (1 de enero de 1979), el Comunicado conjunto sino-estadounidense de 1979, anuncia formalmente el comienzo de relaciones normales entre los Estados Unidos y la República Popular China. Al hacerlo, Estados Unidos reconoció que el gobierno de la República Popular China era el único gobierno legal de China. Además, el gobierno de los Estados Unidos declaró que pondría fin a las relaciones políticas formales con la República de China ("Taiwán") mientras conservaba los lazos económicos y culturales con dicha isla. Ambas partes reafirmaron su deseo de reducir el riesgo de conflicto internacional, así como evitar la hegemonía de cualquier nación en la región de Asia y el Pacífico.

## Tercer comunicado
El tercer comunicado (17 de agosto de 1982), también conocido como comunicado del 17 de agosto, reafirma el deseo de ambas partes de fortalecer aún más los lazos económicos, culturales, educativos, científicos y tecnológicos. Ambas partes también reafirmaron las declaraciones realizadas sobre el tema de Taiwán en el comunicado anterior. Aunque no se llegó a conclusiones definitivas sobre el tema de la venta de armas a Taiwán, Estados Unidos declaró su intención de continuar vendiendo armas a la República de China y cambiar gradualmente su nivel de ventas de armas de acuerdo con la militarización del estrecho de Taiwán por parte de la República Popular China.
Un cable desclasificado enviado el 10 de julio de 1982 por el Secretario de Estado Lawrence Eagleburger al director de AIT, James R. Lilley, explicaba que la reducción de las ventas de armas a Taiwán dependería del compromiso de la República Popular China con la paz a través del Estrecho de Taiwán. Posteriormente, Estados Unidos aclaró el tercer comunicado al emitir las Seis Garantías a Taiwán.